# Bojownik Edyty
Bojownik Edyty (Betta edithae) – słodkowodna ryba z rodziny guramiowatych. Bywa hodowana w akwariach.

## Występowanie
Borneo

## Opis
Stosunkowo spokojna ryba, która powinna być trzymana w akwarium jednogatunkowym lub w dużym akwarium wielogatunkowym. Samce są rybami terytorialnymi. W zbyt małym zbiorniku toczą między sobą częste walki. Wymaga zbiornika gęsto obsadzonego roślinami, również pływającymi, z licznymi kryjówkami wśród korzeni i kamieni. Akwarium należy przykryć, ponieważ bojownik Edyty wyskakuje ponad powierzchnię wody. Dorasta do ok. 8 cm długości.
Bojownik Edyty jest gębaczem. Inkubacja ikry odbywa się w pysku samca.

## Warunki hodowlane
| Zalecane warunki w akwarium | Zalecane warunki w akwarium        |
| --------------------------- | ---------------------------------- |
| Zbiornik                    | średni                             |
| Temperatura wody            | 24 – 27 °C                         |
| Twardość wody               | miękka do średnio twardej 5 – 15°n |
| Skala pH                    | 6,5 – 7,3                          |
| Pokarm                      | żywy, mrożony i w płatkach         |